# گلیز ۶۸۷
گلیز ۶۸۷ یک ستاره است که در صورت فلکی اژدها قرار دارد.